# Касаги
Касаги (яп. 笠置町 Касаги-тё:) — посёлок в Японии, находящийся в уезде Сораку префектуры Киото. Площадь посёлка составляет 23,52 км², население — 1142 человека (1 октября 2020), плотность населения — 48,55 чел./км².

## Географическое положение
Посёлок расположен на реке Кидзу на острове Хонсю в префектуре Киото региона Кинки. С ним граничат города Кидзугава, Нара, посёлок Вадзука и село Минамиямасиро.

## Население
Население посёлка составляет 1142 человека (1 октября 2020), а плотность — 48,55 чел./км². Изменение численности населения с 1980 по 2005 годы:
| 1970 | 2721 чел. |  |
| 1975 | 2631 чел. |  |
| 1980 | 2506 чел. |  |
| 1985 | 2429 чел. |  |
| 1990 | 2311 чел. |  |
| 1995 | 2223 чел. |  |
| 2000 | 2056 чел. |  |
| 2005 | 1876 чел. |  |
| 2010 | 1626 чел. |  |
| 2015 | 1368 чел. |  |